# Vepris renieri
Vepris renieri är en vinruteväxtart som först beskrevs av Georges Charles Clément Gilbert, och fick sitt nu gällande namn av W. Mziray. Vepris renieri ingår i släktet Vepris och familjen vinruteväxter. Inga underarter finns listade i Catalogue of Life.